# Fryderyki 2004
Fryderyki 2004 – 11. edycja polskich nagród muzycznych Fryderyków, przyznawanych przez Akademię Fonograficzną (powołaną przez Związek Producentów Audio-Video), honorująca dokonania przemysłu muzycznego w roku 2004. Ceremonia wręczenia nagród odbyła się 15 marca 2005 w Traffic Clubie w Warszawie. Galę poprowadził dziennikarz Hirek Wrona. Ze względu na brak zainteresowania kanałów telewizyjnych, nie odbyła się jej transmisja.
Nagrody zostały przyznane w 27 kategoriach (18 w sekcji muzyki rozrywkowej, 2 w sekcji muzyki jazzowej i 7 w sekcji muzyki poważnej). Najwięcej nominacji (7) otrzymała Ania Dąbrowska. Najwięcej nagród (po 3) zdobyli Ania Dąbrowska, Bartek Królik, Marek Piotrowski, Sidney Polak i Sistars.

## Występy
Występy podczas gali:
- Tymon & The Transistors
- Brodka
- Ptaky
- Pogodno

## Laureaci i nominowani

### Sekcja muzyki rozrywkowej
| Piosenka roku | Nowa twarz fonografii |
| --- | --- |
| - „Trudno tak” – Krzysztof Krawczyk i Edyta Bartosiewicz - „Otwieram wino” – Sidney Polak - „Stacja Warszawa” – Lady Pank - „Sutra” – Sistars - „Tego chciałam” – Ania       | - Ania - Coma - Brodka - Ptaky - Sidney Polak |
| Wokalista roku | Wokalistka roku |
| - Krzysztof Krawczyk - Janusz Radek - Marcin Rozynek - Piotr Rogucki - Robert Gawliński                                                                                      | - Ania - Agnieszka Chylińska - Kasia Kowalska - Kayah - Monika Brodka |
| Grupa roku | Produkcja muzyczna roku |
| - Sistars - Coma - Myslovitz - Pogodno - Wilki | - „Sutra” – Sistars - produkcja: Bartek Królik - produkcja i realizacja: Marek Piotrowski - „Otwieram wino” – Sidney Polak - produkcja i realizacja: Sidney Polak - realizacja: Kajetan Aroń, Adam Toczko i Szymon Sieńko - Pielgrzymka psów – Pogodno - produkcja: Pogodno - realizacja: Adam Toczko - Samotna w wielkim mieście – Kasia Kowalska - produkcja: Michał Grymuza - realizacja: Wojciech Olszak - To, co w życiu ważne – Krzysztof Krawczyk - produkcja i realizacja: Tomasz Bonarowski - asystent realizatora: Wojciech Głodek - „Trudno tak” – Krzysztof Krawczyk i Edyta Bartosiewicz - produkcja: Edyta Bartosiewicz i Tomasz Bonarowski - produkcja i realizacja: Bogdan Kondracki - Winna – Chylińska - produkcja: Zbigniew Kraszewski - produkcja i realizacja: Marcin Gajko |
| Kompozytor roku | Autor roku |
| - Sidney Polak - Jan Borysewicz - Ania Dąbrowska - Robert Gawliński - Bartek Królik i Marek Piotrowski                                                                       | - Sidney Polak - Ania Dąbrowska - Andrzej Mogielnicki - Kasia Kowalska - Natalia Przybysz |
| Album roku pop | Album roku rock |
| - Samotność po zmierzchu – Ania - Album – Brodka - Samotna w wielkim mieście – Kasia Kowalska - To, co w życiu ważne – Krzysztof Krawczyk - Watra – Wilki                    | - Pierwsze wyjście z mroku – Coma - Ogień – Ira - Piracka płyta – Kukiz i Piersi - Ptaky – Ptaky - Winna – Chylińska |
| Album roku hip-hop / R&B | Album roku metal |
| - Czerwony album – Abradab - Album producencki – Emade - Jazzurekcja – O.S.T.R. - Muzyka poważna – Pezet i Noon - Notes – Tede                                               | - Rock Is Not Enough – Acid Drinkers - Demigod – Behemoth - piątek3nastego – Ametria - Proceder – TSA - The Beast – Vader |
| Album roku muzyka alternatywna | Album roku etno / folk |
| - Sidney Polak – Sidney Polak - Nielegalny zabójca czasu – Dezerter - Pielgrzymka psów – Pogodno - Wielki ciężki słoń – Tworzywo Sztuczne - Wesele – Tymon & The Transistors | - Księga liści – Osjan - I to, i to – Hania Rybka - Posłóchejcie Kamaradzi – Joszko Broda |
| Album roku piosenka poetycka | Album roku reedycje / nagrania archiwalne |
| - Cafe Sułtan – Grzegorz Turnau - Emigrantka – Katarzyna Groniec - Niezwykłe miejsca – Marek Grechuta - Serwus Madonna – Janusz Radek - Za kulisami – Michał Bajor           | - Kolekcja – Grzegorz Ciechowski - Korova Milky Bar – Myslovitz - Od początku II – Czesław Niemen - Syn marnotrawny – Jacek Kaczmarski - Złota kolekcja: Złoty paw – Dżem |
| Najlepszy album zagraniczny | Videoclip roku |
| - Musicology – Prince - Feels like Home – Norah Jones - How to Dismantle an Atomic Bomb – U2 - Medúlla – Björk - Songs About Jane – Maroon 5                                 | - „Sutra” – Sistars (reżyseria: Anna Maliszewska) - „Freedom” – Sistars (reżyseria: Joanna Rechnio) - „It’s Not Enough” – Reni Jusis (reżyseria: Anna Maliszewska) - „Rapowe ziarno 2 (Szyderap)” – Abradab (reżyseria: Kobas Laksa) - „Tego chciałam” – Ania (reżyseria: Bo Martin) |

### Sekcja muzyki jazzowej
| Jazzowy album roku | Jazzowy muzyk roku                                                                |
| --- | --------------------------------------------------------------------------------- |
| - Bird Alone – Michał Tokaj - A Story of Polish Jazz – Jarek Śmietana - Altissimonica – Henryk Miśkiewicz - Full Drive – Henryk Miśkiewicz - Suspended Night – Tomasz Stańko | - Henryk Miśkiewicz - Leszek Możdżer - Michał Tokaj - Piotr Baron - Tomasz Stańko |

### Sekcja muzyki poważnej
| Album roku najwybitniejsze nagranie muzyki polskiej |
| --- |
| - Paderewski – Manru - soliści: Taras Ivaniv, Ewa Czermak, Barbara Krahel, Agnieszka Rehlis, Radosław Żukowski, Maciej Krzysztyniak, Zbigniew Kryczka, Dorota Dutkowska, Andrzej Kalinin - orkiestra/zespół: Chór i Orkiestra Opery Dolnośląskiej - dyrygent/kierownik artystyczny: Ewa Michnik - Szymanowski – Complete Songs for Voice and Piano - soliści: Piotr Beczała, Juliana Gondek, Urszula Kryger, Iwona Sobotka, Reinild Mees - dyrygent/kierownik artystyczny: Reinild Mees, C. Jared Sacks - Czarnecki (seria: Muzyka naszych czasów) - soliści: Krzysztof Jakowicz – skrzypce, Jakub Jakowicz – skrzypce - orkiestra/zespół: Concerto Avenna - dyrygent/kierownik artystyczny: Andrzej Mysiński - Eros Psyche op. 40 – opera w 5 obrazach - soliści: Hanna Lisowska – sopran, Józef Figas – tenor, Jan Czekay – baryton, Jerzy Ostapiuk – bas, Włodzimierz Denysenko – bas, Maria Olkisz – mezzosopran i inni - orkiestra/zespół: Chór i Orkiestra Teatru Wielkiego w Warszawie - dyrygent/kierownik artystyczny: Antoni Wicherek - Musica Polonica Nova 1-3, Warsaw Composers - soliści: Wiesława Łukaszewska, Klaudiusz Baran – akordeon, Magdalena Kordylasińska – marimba, Miłosz Pękala – wibrafon, Jolanta Sosnowska – skrzypce, Marcin Łukaszewski – fortepian, Barbara Jagodzińska – organy, Grzegorz Mackiewicz – fortepian, Patrycja Piekutowska – skrzypce, Agnieszka Prosowska-Iwicka – flet, Andrzej Gębski – skrzypce, Antoni Lichomanow – fortepian, Stanisław Skoczyński – perkusja, Sebastian Oroń – saksofon, Michał Dziad – fortepian, Joanna Przewoźniczuk – flet, Weronika Ratusińska – skrzypce, Michał Druś – altówka, Szabolcs Esztényi – fortepian, Iwona Mironiuk – fortepian - orkiestra/zespół: Polski Chór Kameralny Schola Cantorum Gedanensis - dyrygent/kierownik artystyczny: Jan Łukaszewski |
| Album roku muzyka kameralna |
| - Chausson - soliści: Bruno Canino, Piotr Pławner - orkiestra/zespół: Kwartet Śląski (Szymon Krzeszowiec, Arkadiusz Kubica, Łukasz Syrnicki, Piotr Janosik) - Classical – Warszawski Kwintet Akordeonowy - orkiestra/zespół: Warszawski Kwintet Akordeonowy (Maciej Kandefer, Magdalena Igras, Jarosław Kulera, Mirosław Mozol, Tomasz Holizna) - dyrygent/kierownik artystyczny: Włodzimierz Lech Puchnowski - Piazzolla – Live at Buffo - orkiestra/zespół: Tangata Quintet (Klaudiusz Baran, Grzegorz Lalek, Piotr Malicki, Sebastian Wypych, Hadrian Tabęcki) |
| Album roku muzyka solowa |
| - Wieczór organowy w Filharmonii Lubelskiej - soliści: Joachim Grubich – organy - Dialog - soliści: Maciej Grzybowski – fortepian - Emilian Madey (seria: Portret) - soliści: Emilian Madey – fortepian |
| Album roku muzyka wokalna |
| - Lutosławski – Pieśni (śpiewa Jadwiga Rappe) - soliści: Jadwiga Rappé – alt - Arcydzieła monodii chorałowej / Masterpieces of Gregorian Chant - zespół: Polski Chór Kameralny Schola Cantorum Gedanensis - dyrygent/kierownik artystyczny: Jan Łukaszewski - Jezusa Judasz przedał – polskie pieśni pasyjne - soliści: Teresa Budzisz-Krzyżanowska – recytacja, śpiew, Mariusz Gebel – kontratenor - orkiestra/zespół: Collegium Vocale Bydgoszcz (Hanna Michalak, Janusz Cabała, Michał Zieliński, Roman Fijałkowski), Ars Nova - dyrygent/kierownik artystyczny: Jacek Urbaniak - Paderewski – Manru - soliści: Taras Ivaniv, Ewa Czermak, Barbara Krahel, Agnieszka Rehlis, Radosław Żukowski, Maciej Krzysztyniak, Zbigniew Kryczka, Dorota Dutkowska, Andrzej Kalinin - orkiestra/zespół: Chór i Orkiestra Opery Dolnośląskiej - dyrygent/kierownik artystyczny: Ewa Michnik - Szymanowski – Complete Songs for Voice and Piano - soliści: Piotr Beczała, Juliana Gondek, Urszula Kryger, Iwona Sobotka, Reinild Mees - dyrygent/kierownik artystyczny: Reinild Mees, C. Jared Sacks |
| Album roku muzyka orkiestrowa |
| - Rachmaninov – Piano Concertos Nos. 1 & 2 - soliści: Krystian Zimerman – fortepian - orkiestra/zespół: Bostońska Orkiestra Symfoniczna - dyrygent/kierownik artystyczny: Seiji Ozawa - III Symfonia, Serenada na orkiestrę, Suita na orkiestrę kameralną, Szkice ludowe, Krakowiak, Oberek - orkiestra/zespół: Polska Orkiestra Radiowa - dyrygent/kierownik artystyczny: Jan Krenz - Beata Bilińska (seria: Portret – Ludwig van Beethoven, Koncerty fortepianowe II i IV) - soliści: Beata Bilińska – fortepian - orkiestra/zespół: Polska Orkiestra Radiowa - dyrygent/kierownik artystyczny: Zbigniew Graca, Łukasz Borowicz - Mozart, Haydn – Koncerty obojowe - soliści: Krzysztof Wroniszewski – obój - orkiestra/zespół: Concerto Avenna - dyrygent/kierownik artystyczny: Andrzej Mysiński - Vivaldi – Cztery pory roku (Le Quattro Stagioni) - soliści: Kuba Jakowicz – skrzypce, Marek Toporowski – klawesyn - orkiestra/zespół: Sinfonia Varsovia - dyrygent/kierownik artystyczny: Kuba Jakowicz |
| Album roku muzyka współczesna |
| - Lutosławski – Koncert na orkiestrę, Chantefleurs et Chantefables, Wariacje na temat Paganiniego - soliści: Olga Pasiecznik – sopran, Janusz Olejniczak – fortepian - orkiestra/zespół: Sinfonia Varsovia - dyrygent/kierownik artystyczny: Jerzy Maksymiuk - Górecki – Beatus vir, Salve, Sidus Polonorum - soliści: Adam Kruszewski – baryton - orkiestra/zespół: Narodowa Orkiestra Symfoniczna Polskiego Radia w Katowicach, Chór Polskiego Radia w Krakowie, Chór Filharmonii Krakowskiej - dyrygent/kierownik artystyczny: Henryk Mikołaj Górecki - Kilar – Tryptyk - soliści: Izabela Kłosińska – sopran - orkiestra/zespół: Chór Filharmonii Narodowej w Warszawie, Narodowa Orkiestra Symfoniczna Polskiego Radia w Katowicach - dyrygent/kierownik artystyczny: Antoni Wit, Henryk Wojnarowski - Musica Polonica Nova 1-3, Warsaw Composers - soliści: Wiesława Łukaszewska, Klaudiusz Baran – akordeon, Magdalena Kordylasińska – marimba, Miłosz Pękala – wibrafon, Jolanta Sosnowska – skrzypce, Marcin Łukaszewski – fortepian, Barbara Jagodzińska – organy, Grzegorz Mackiewicz – fortepian, Patrycja Piekutowska – skrzypce, Agnieszka Prosowska-Iwicka – flet, Andrzej Gębski – skrzypce, Antoni Lichomanow – fortepian, Stanisław Skoczyński – perkusja, Sebastian Oroń – saksofon, Michał Dziad – fortepian, Joanna Przewoźniczuk – flet, Weronika Ratusińska – skrzypce, Michał Druś – altówka, Szabolcs Esztényi – fortepian, Iwona Mironiuk – fortepian - orkiestra/zespół: Polski Chór Kameralny Schola Cantorum Gedanensis - dyrygent/kierownik artystyczny: Jan Łukaszewski - Panorama nowej muzyki polskiej – VI Mistrz i uczniowie 2 - soliści: Zdzisław Piernik – tuba, Patrycja Piekutowska – skrzypce, Piotr Spoz – fortepian, Tytus Wojnowicz – obój, Zbigniew Koźlik – akordeon, Irena Wisełka-Cieślar – organy, Radosław Toporowski – akordeon, Grzegorz Toporowski – akordeon, María Paz Santibáñez – fortepian, Piotr Filip – klarnet, Katarzyna Piotrowska – fagot, Mariusz Domański – wiolonczela, Robert Morawski – fortepian, Szabolcs Esztényi – fortepian, Michał Szubarga – klarnet - orkiestra/zespół: Orkiestra Symfoniczna Szkoły Muzycznej im. J. Elsnera w Warszawie, Orkiestra Symfoniczna Akademii Muzycznej im. F. Chopina w Warszawie - dyrygent/kierownik artystyczny: Piotr Borkowski, Michał Niżyński |
| Album roku nagrania archiwalne |
| - Baird – Dzieła - soliści: Andrzej Hiolski – baryton, Krystyna Szostek-Radkowa – mezzosopran, Stefania Woytowicz – sopran, Stefan Kamasa – skrzypce, Jerzy Artysz – baryton - orkiestra/zespół: Orkiestra Polskiego Radia i Telewizji w Krakowie, Wielka Orkiestra Symfoniczna Polskiego Radia w Katowicach i Orkiestra Symfoniczna Filharmonii Narodowej (dyrekcja: Jan Krenz), Orkiestra Symfoniczna Filharmonii Narodowej (dyrekcja: Witold Rowicki), Orkiestra Filharmonii Narodowej (dyrekcja: Andrzej Markowski), Wielka Orkiestra Symfoniczna Polskiego Radia w Katowicach (dyrekcja: Wojciech Michniewski), Orkiestra Polskiego Radia i Telewizji w Krakowie (dyrekcja: Jacek Kaspszyk) - Konstanty Andrzej Kulka - soliści: Konstanty Andrzej Kulka – skrzypce - Wroński, Tadeusz – skrzypce - soliści: Tadeusz Wroński – skrzypce, Władysław Szpilman – fortepian - orkiestra/zespół: Orkiestra Symfoniczna Filharmonii Narodowej - dyrygent/kierownik artystyczny: Jan Krenz, Stanisław Wisłocki |

## Statystyki
| Liczba | Osoba/zespół                                                   |
| ------ | -------------------------------------------------------------- |
| 3      | Ania DąbrowskaBartek KrólikMarek PiotrowskiSidney PolakSistars |
| 2      | Krzysztof Krawczyk                                             |

| Liczba | Osoba/zespół |
| ------ | --- |
| 7      | Ania Dąbrowska |
| 6      | Bartek KrólikMarek PiotrowskiNatalia PrzybyszSidney Polak |
| 5      | Krzysztof KrawczykSistars |
| 4      | Kasia KowalskaPiotr RoguckiRobert Gawliński |
| 3      | Agnieszka ChylińskaBrodkaComaHenryk MiśkiewiczJan KrenzJan ŁukaszewskiKlaudiusz BaranNarodowa Orkiestra Symfoniczna Polskiego Radia w KatowicachPatrycja PiekutowskaPogodnoPolski Chór Kameralny Schola Cantorum GedanensisSzabolcs Esztényi |